# گنروکو
گن‌روکو (به ژاپنی: 元禄 Genroku) نام عصر ژاپنی در دوره ادو بود. این دوره پس از جوکیو (دوره ادو) و پیش از هوئی (دوره) بود. این دوره از سپتامبر ۱۶۸۸ تا سومین ماه ۱۷۰۴ میلادی ادامه داشت. در این دوره امپراتور هیگاشی‌یاما امپراتور ژاپن و تسونایوشی پنجمین سپهسالار (شوگون) بود.این 
دوره زمان پدید آمدن یک فرهنگ شهری و گونه‌ی تازه‌ای از هنر و ادبیات است که آفرینندگان آن، همچون گذشته ، اشراف و درباریان و روحانیان بودایی یا امیران ولایت نبودند بلکه مردم شهری و سامورایی‌ها میراث‌دار فرهنگ و ادب شدند.آرامش سیاسی و اقتصادی رو به پیشرفت دوره توکوگاوا در پیشرفت شهرها و تمدن شهری در این دوره موثر است.در شبکهٔ دادوستد نیز ‌‌‌‌‌در بخش‌های کوچک بازرگانی در بنگاه‌های بزرگ اقتصادی یکی شدند. 

## کشاورزی
در کشاورزی نیز کاشت و برداشت تنوع یافت و کنجد ، توت ، نیشکر ، پنبه و تنباکو نیز کاشته‌ شد.زمین‌های گستردۀ کشاورزی به بخش‌های کوچک که هر کدام را یک خانوار می‌کاشت تقسیم شد.این خانواده‌های کشاورز، ماندۀ‌ زمان و نیرویشان را در زمینۀ کارهای صنعتی شهر‌ها می‌گذراندند.

## هنر
برخی از مردم شهری و سامورایی توانستند زمان فراغت را در چایخانه‌ها بگذرانند.هنر از انحصار اشراف بیرون شد و در دسترس دگر مردم درآمد؛ و هنر خود نیز آزاد شد.در گن‌روکو ادبیات،نقاشی،نمایش،موسیقی و همۀ هنرهای زیبا و تزیینی به سلیقه و ذوق عامۀ مردم ،به ویژه بازرگانان، پیشرفت کرد و میان همۀ رده‌ها در جامعه گسترده شد.